# Sister Wood
Sister Wood – polsko-brytyjskie trio złożone z polskiego perkusisty Łukasza Moskala (Zakopower, Nosowska) i sióstr Rachel i Sary Wood. Zespół otrzymał nominację do nagrody polskiego przemysłu fonograficznego Fryderyka 2015 w kategorii Fonograficzny Debiut Roku.

## Dyskografia
Albumy
| Tytuł             | Dane dot. albumu                       |
| ----------------- | -------------------------------------- |
| Language Barriers | - Data: 23 marca 2015 - Wydawca: Kayax |

Single
| Tytuł         | Rok  | Pozycja na liście | Album             |
| Tytuł         | Rok  | UWM               | Album             |
| ------------- | ---- | ----------------- | ----------------- |
| „Unde Covers” | 2014 | 11                | Language Barriers |

## Teledyski
| Tytuł          | Rok  | Reżyseria    | Album             | Źródło |
| -------------- | ---- | ------------ | ----------------- | ------ |
| „Under Covers” | 2015 | Michał Braum | Language Barriers | [ 6 ]  |

## Nagrody i wyróżnienia
| Rok  | Tytułem     | Kategoria                 | Nagroda        | Nota      | Źródło |
| ---- | ----------- | ------------------------- | -------------- | --------- | ------ |
| 2015 | Sister Wood | Fonograficzny debiut roku | Fryderyki 2015 | Nominacja | [ 2 ]  |